# Zvjerinac

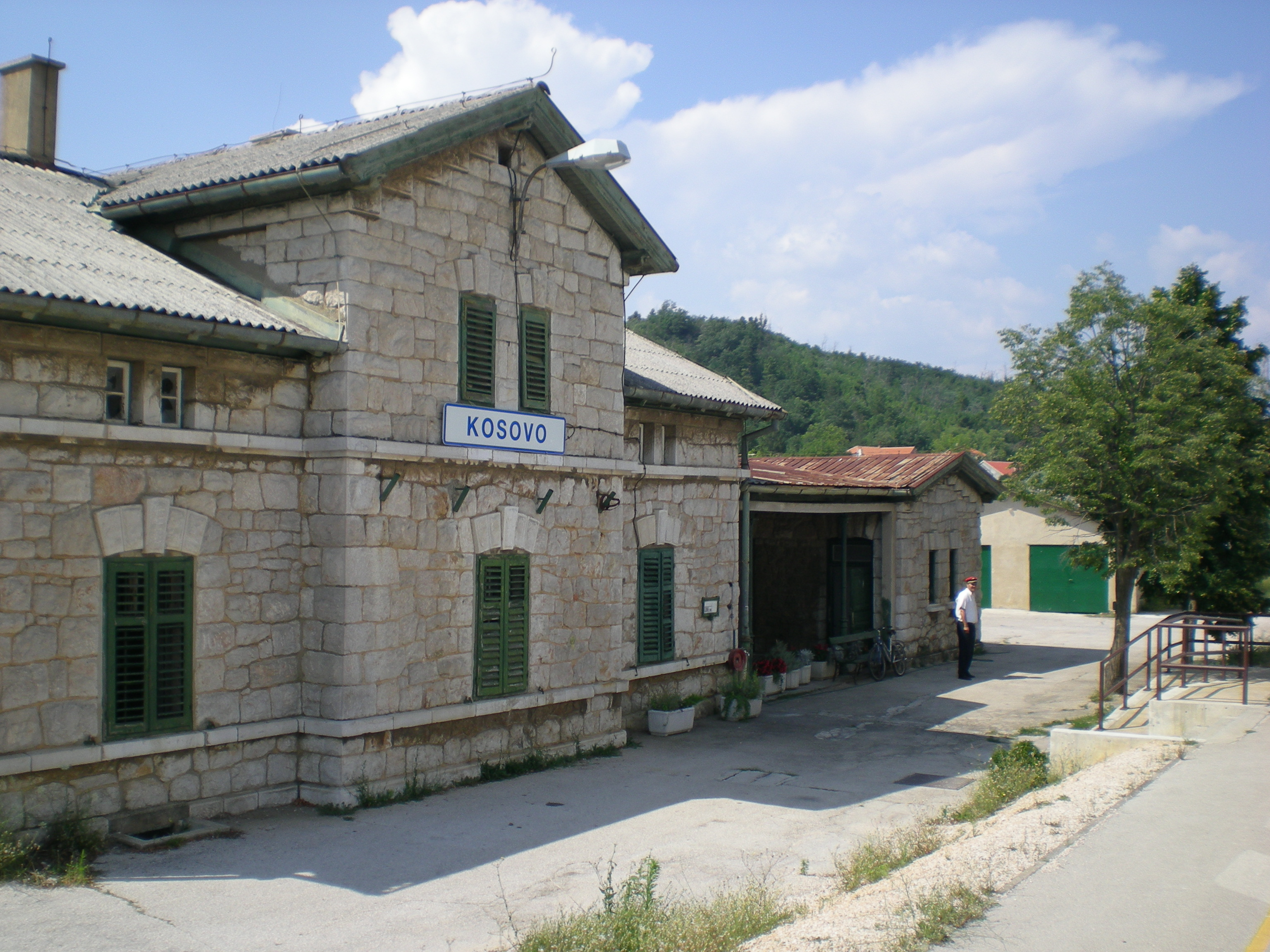
Bahnhof

Zvjerinac (historisch Kosovo) ist ein zur Gemeinde Biskupija gehörendes kroatisches Dorf in Norddalmatien. Es liegt etwa 10 km südlich von Knin in einem langgestreckten Tal.

## Verkehr
Zvjerinac verfügt über einen Bahnhof der Hrvatske željeznice (Kroatischen Eisenbahn) an der Bahnstrecke Knin–Split (Bahnhof Kosovo). Parallel zur Bahnstrecke führt zudem die Fernstraße 33 im Abschnitt zwischen Knin und Šibenik westlich am Ort vorbei.